# Curculio (genre)
Pour les articles homonymes, voir Curculio.
Genre
Curculio est un genre d'insectes de l'ordre des coléoptères et de la famille des Curculionidae (charançons ou balanins). Un grand nombre d'espèces rangées autrefois dans ce genre, sont aujourd'hui classées dans d'autres genres ou tribus. Il n'en existe donc plus qu'une trentaine selon la classification moderne.

## Quelques espèces
- Curculio aurivestis (Chittenden, 1927).
- Curculio caryae (Horn, 1873).
- Curculio caryatrypes (Boheman, 1843).
- Curculio coccineae (Patton, 1897).
- Curculio confusor (Hamilton, 1893).
- Curculio elephas (Gyllenhal, 1836) — balanin des châtaignes ou balanin éléphant
- Curculio fulvus Chittenden, 1927.
- Curculio glandium (Marsham, 1802) — balanin des glands ou du chêne
- Curculio humeralis (Casey, 1897).
- Curculio iowensis (Casey, 1910).
- Curculio longidens (Chittenden, 1927).
- Curculio longinasus (Chittenden, 1927).
- Curculio macrodon (Chittenden, 1927).
- Curculio monticola (Casey, 1897).
- Curculio nanulus (Casey, 1897).
- Curculio nasicus (Say, 1831).
- Curculio nucum (Linné, 1758) — balanin des noisettes
- Curculio obtusus (Blanchard, 1884).
- Curculio orthorhynchus (Chittenden, 1908).
- Curculio pardalis (Chittenden, 1908).
- Curculio pardus (Chittenden, 1927).
- Curculio proboscideus (Fabricius, 1775).
- Curculio quercugriseae (Chittenden, 1908).
- Curculio rubipililineus (Gibson, 1969).
- Curculio sayi (Gyllenhal, 1836).
- Curculio strictus (Casey, 1897).
- Curculio sulcatulus (Casey, 1897).
- Curculio timidus (Casey, 1910).
- Curculio uniformis (LeConte, 1857).
- Curculio victoriensis (Chittenden, 1904).
- Curculio wenzeli (Chittenden, 1927).

Noms devenus des synonymes
- Curculio elegans Say, 1831, un synonyme de Cryptorhynchus elegans, une espèce trouvée en Amérique du Nord
- Curculio elegans Kirby, 1834, un synonyme de Eurylobus elegans, une espèce trouvée au Brésil
- Curculio elegans Olivier, 1807, un synonyme de Compsus argyreus, une espèce trouvée en Amérique du Sud
- Curculio elegans Fourcroy, 1785, un synonyme de Sphenophorus abbreviatus, une espèce trouvée en Europe
- †Curculio elegans Legalov, 2015, un synonyme de †Menatorhis elegans, une espèce trouvée dans le gisement Éocéne de Menat dans le Puy-de-Dôme